# Faptele lui Toma
Faptele lui Toma este un text de la începutul secolului al III-lea, unul dintre apocrifele Noului Testament. Referințele la lucrarea lui Epifanie din Salamina arată că aceasta era în circulație în secolul al IV-lea. Versiunile complete care au supraviețuit sunt siriacă și greacă. Există multe fragmente supraviețuitoare ale textului. Cercetătorii descoperă din greacă că originalul său a fost scris în siriacă, ceea ce plasează Faptele lui Toma în Edessa. Manuscrisele siriace care au supraviețuit, totuși, au fost editate pentru a le curăța de pasajele cele mai neortodoxe, în mod evident encratite, astfel încât versiunile grecești să reflecte tradiția anterioară.
Au supraviețuit fragmente din alte patru cicluri de romanțe în jurul figurii apostolului Toma, dar acesta este singurul complet. Nu trebuie confundat cu „zicerile” timpurii Evanghelia lui Toma. „Ca și alte acte apocrife care combină legenda populară și propaganda religioasă, lucrarea încearcă să distreze și să instruiască. Pe lângă narațiunile despre aventurile lui Toma, elementele sale poetice și liturgice oferă dovezi importante pentru tradițiile creștine siriene timpurii”, potrivit Anchor Bible Dictionary.
Faptele lui Toma este o serie de Fapte episodice (latina passio) care au avut loc în timpul misiunii de evanghelizare a lui Iuda Toma („Iuda Geamănul”) în India. Se termină cu martiriul său: el moare străpuns de sulițe, după ce a câștigat furia monarhului Misdaeus din cauza convertirii soțiilor lui Misdaeus și a unei rude, Charisius. El a fost închis în timp ce convertia adepții indieni câștigați prin săvârșirea de miracole.
În Faptele lui Toma, în diferite locuri, conform diferitelor tradiții manuscrise, este un imn siriac, Imnul perlei (sau Imnul sufletului), o poezie care a câștigat o mare popularitate în cercurile creștine principale. Imnul este mai vechi decât Actele în care a fost inserat și merită apreciat singur. Textul este întrerupt cu poezia unui alt imn, cel care începe „Vino, tu, numele sfânt al lui Hristos, care este mai presus de orice nume” (2.27), temă care a fost preluată în creștinismul catolic în secolul al XIII-lea ca Sfântul Nume. 
Tradiția creștină principală respinge Faptele lui Toma ca pseudopigrafice și apocrife, și, la rândul ei, Biserica Romano-Catolică a declarat Faptele drept eretice la Conciliul de la Trent. Vezi și Leucius Charinus.Format:Why?
Thomas este adesea menționat sub numele său Iuda (numele său complet este Thomas Iuda Didymus), deoarece atât Thomas, cât și Didymus înseamnă doar geamăn, iar câțiva cercetători cred că geamănul este doar o descriere și nu este destinat ca un nume. Manuscrisele se termină „S-au încheiat faptele apostolului Iuda Toma, pe care le-a făcut în India, împlinind porunca celui care l-a trimis. Căruia să fie slava, lume fără sfârșit. Amin.".

## Faptele lui Toma

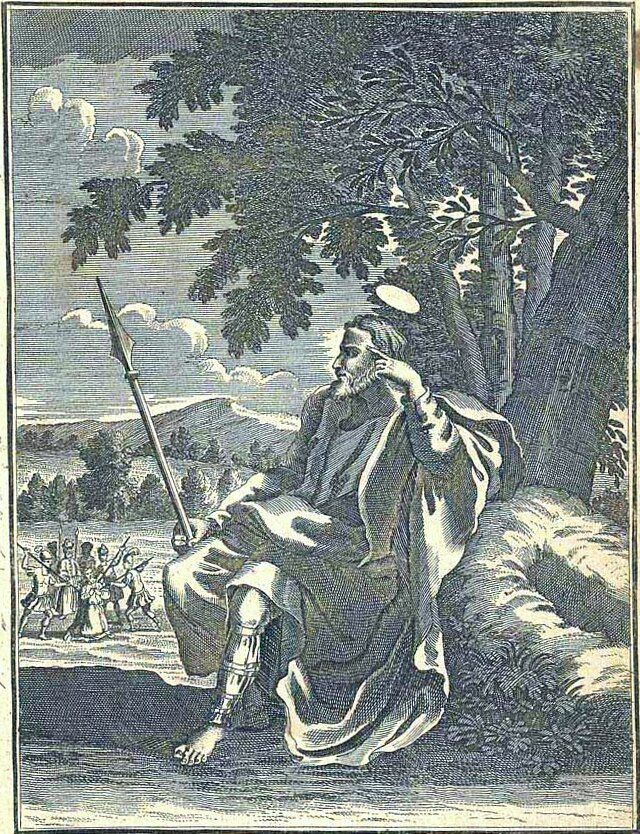
Thomas este martirizat (în fundal) din ordinul unui monarh indian (în prim-plan)

Faptele lui Toma leagă slujirea indiană a apostolului Toma cu doi regi. Potrivit uneia dintre legendele din Fapte, Toma a fost la început reticent în a accepta această misiune, dar Domnul i s-a arătat într-o viziune de noapte și i-a spus: „Nu te teme, Toma. Pleacă în India și vestește Cuvântul, căci harul Meu va fi cu tine.” Dar apostolul încă s-a opus, așa că Domnul l-a depășit pe discipolul încăpățânat, ordonând circumstanțe atât de convingătoare, încât a fost forțat să însoțească un negustor indian, Abbanes, la locul său natal din nord-vestul Indiei, unde s-a trezit în slujba indoilor. -Regele part Gondophares. Slujirea apostolului a avut ca rezultat multe convertiri în întregul regat, inclusiv regele și fratele său.
Potrivit legendei, Toma era un tâmplar priceput și i s-a cerut să construiască un palat pentru rege. Cu toate acestea, apostolul a decis să-i dea o lecție regelui, dedicând donația regală unor acte de caritate și, prin aceasta, adunând comori pentru locuința cerească. Deși se știe puțin despre creșterea imediată a bisericii, Bar-Daisan (154–223) relatează că pe vremea lui existau triburi creștine în India de Nord care pretindeau că au fost convertite de Toma și că au cărți și relicve care să dovedească acest lucru. Dar cel puțin până în anul înființării celui de-al Doilea Imperiu Persan (226), au existat episcopi ai Bisericii de Est în nord-vestul Indiei care cuprindeau Afganistan și Balușistan, cu mireni și clerici deopotrivă implicați în activitate misionară.
Faptele lui Toma identifică a doua sa misiune în India cu un regat condus de regele Mahadeva, unul dintre conducătorii unei dinastii din secolul I din sudul Indiei . Cel mai important este faptul că, în afară de o mică rămășiță a Bisericii Estului din Asiria, singura altă biserică care menține o identitate distinctivă este congregațiile Mar Thoma sau „Biserica lui Toma” de-a lungul coastei Malabar din statul Kerala din sud-vestul Indiei. Conform tradiției medievale a acestei biserici, Thomas a evanghelizat această zonă și apoi a traversat pe Coasta Coromandel din sud-estul Indiei, unde, după ce a îndeplinit o a doua misiune, a murit în Mylapore, lângă Madras. De-a lungul perioadei analizate, biserica din India a fost sub jurisdicția Edesei, care se afla atunci sub patriarhia mesopotamiană la Seleucia-Ctesifon și mai târziu la Bagdad și Mosul. Istoricul evanghelist Vincent A. Smith spune: „Trebuie să admitem că o vizită personală a apostolului Toma în India de Sud a fost ușor fezabilă în credința tradițională că el a venit prin Socotra, unde a existat, fără îndoială, o veche așezare creștină. Acum sunt mulțumit că biserica creștină din India de Sud este extrem de veche...”.

## Conținut
Textul este împărțit pe titluri:
- 1 - când a intrat în India cu Abbanes negustorul. Și chiar spune că Isus este fiul lui Iosif. Apostolii au tras la sorți pentru a vedea cine va merge unde va fi misionar. Toma primește India, dar își refuză misiunea, chiar și după ce Isus îi vorbește. Isus apare apoi sub formă umană și îl vinde pe Toma unui negustor ca sclav, deoarece Toma este priceput ca tâmplar. Apoi Toma este întrebat dacă Isus este stăpânul său, ceea ce el afirmă. Abia atunci își acceptă misiunea.
- 2 - cu privire la venirea lui la regele Gundafor
- 3 - referitor la șarpe
- 4 - referitor la mânz
- 5 - despre diavolul care și-a locuit în femeie
- 6 - a tânărului care a ucis-o pe femeie. Un cuplu tânăr începe să aibă probleme de relație atunci când femeia se dovedește a fi prea pasionată de sex, în timp ce bărbatul susține că este cast, onorând învățăturile lui Toma. Așa că bărbatul își ucide iubitul. El vine să ia euharistia cu alții în prezența lui Toma, dar mâna lui se ofilește și Thomas își dă seama că bărbatul a comis o crimă. După ce a fost contestat, bărbatul își dezvăluie crima și motivul acesteia, așa că Thomas îl iartă, deoarece motivul său a fost bun, și merge să găsească cadavrul femeii. Într-un han, Toma și cei cu el întind trupul femeii pe o canapea și, după ce s-a rugat, Toma îl pune pe bărbat să țină mâna femeii, după care femeia revine la viață.

Povestea are în mod clar temele gnostice ale morții și învierii, moartea nefiind un lucru rău, ci un rezultat al urmăririi învățăturii gnostice și învierea într-o viață mai mare, odată ce învățătura gnostică este înțeleasă.
- 7 - al Căpitanului
- 8 - a măgarilor sălbatici
- 9 - a soției lui Charisius
- 10 - în care Mygdonia primește botezul
- 11 - referitor la soția lui Misdaeus
- 12 - despre Ouazanes (Iuzanes), fiul lui Misdaeus
- 13 - în care Iuzanes primește botezul împreună cu restul
- Martiriul lui Toma
- Leucius Charinus

## Vedere a lui Isus
Vederea lui Isus din carte ar putea fi dedusă ca fiind docetică. Toma nu este doar geamănul lui Isus, el este geamănul identic al lui Isus. Prin urmare, este posibil ca Toma să fie menit să reprezinte partea pământească, umană a lui Isus, în timp ce Isus este în întregime spiritual în ființa sa. În acest fel, Isus conduce căutarea lui Toma din cer, în timp ce Toma face lucrarea pe pământ.
De asemenea, în conformitate cu gândirea docetică, este și poziția descrisă de Isus cu privire la sex, în text. De exemplu, într-o scenă, un cuplu este căsătorit, iar Isus îi apare miresei în camera nupțială. El vorbește împotriva copulării, chiar dacă este în scopul reproducerii.